# Leskia flavipennis
Leskia flavipennis là một loài ruồi trong họ Tachinidae.